# Sd.Kfz. 252
Sd.Kfz. 252, также известный как Sd.Kfz. 252 leichte Gepanzerte Munitionskraftwagen — немецкий полугусеничный бронетранспортёр времён Второй мировой войны, применявшийся во время Французской кампании.
Был построен на базе шасси Demag D7p. Шасси для них производили компании Demag в Руре и Büssing-NAG в Берлине. Было построено 413 бронетранспортёров данной модификации (июнь 1940 — сентябрь 1941), которые использовали до 1943 года для подвоза боеприпасов в батареях штурмовых орудий StuG III.
Бронетранспортер имел закрытое сверху боевое отделение с двумя прямоугольными люками для двух членов экипажа. Внутри находилась радиостанция типа FuG 15 / FuG 16. Бронелисты были установлены под углами от 12 ° до 30 ° -45 °. Сзади располагались широкие двери для загрузки снарядов. Бронетранспортер мог перевозить 64 снаряда. В обязательном порядке он комплектовался одноосным небронированным прицепом Sd.Anh. 32, в котором размещалось еще 36 75-мм снарядов. В загруженном состоянии прицеп весил 780 кг.

## Краткие характеристики
- Размеры в мм: 4700 на 1950 на 1800.
- Масса: 5,73 т.
- Экипаж: 2 чел.
- Вооружение: MG-34.
- Скорость: 65 км/ч.
- Броня: 18 мм лобовая, 8 мм бортовая, кормовая и верхняя.

## Производство
|            |      | 1  | 2  | 3  | 4  | 5  | 6  | 7  | 8  | 9  | 10 | 11 | 12 | Всего |
| ---------- | ---- | -- | -- | -- | -- | -- | -- | -- | -- | -- | -- | -- | -- | ----- |
| Sd Kfz 252 | 1940 |    |    |    |    |    | 10 | 17 | 3  |    | 3  | 16 | 5  | 54    |
| Sd Kfz 252 | 1941 | 21 | 54 | 50 | 44 | 35 | 30 | 44 | 52 | 29 |    |    |    | 359   |
| Sd Kfz 253 | 1940 |    |    | 1  | 9  | 10 | 5  |    | 10 |    | 31 | 19 |    | 85    |
| Sd Kfz 253 | 1941 | 50 | 40 | 40 | 30 | 39 | 1  |    |    |    |    |    |    | 200   |

Первые 54 Sd.Kfz. 252 изготовил завод Böhler в Капфенберге (Австрия). С января 1941 года производство было перенесено на Deutsche Werke в Киль.
Первые 35 Sd.Kfz. 253 собрали на Wegmann в Мюнхене. С октября 1940 года производителем стал завод Böhler, изготовив 250 машин. После выполнения заказа он переключился на производство Sd.Kfz. 250.

## Организационно-штатная структура
Согласно штата K.St.N. 445 от 1 ноября 1939 года батарея штурмовых орудий должна была иметь 6 Sd.Kfz. 252, 5 Sd.Kfz. 253 и 3 Sd.Kfz. 251.
7 июля 1940 года был утвержден штат дивизиона штурмовых орудий K.St.N. 446 с 9 Sd.Kfz. 252 и 12 Sd.Kfz. 253.

## Использование
Использовались в штурмовых артбатареях под номерами 640, 659, 660 и 665 во время Французской кампании.

## Галерея
- Вид сзади, январь 1942
- Вид сбоку-сзади, август 1943
- На местности, август 1943